# Pas de souris

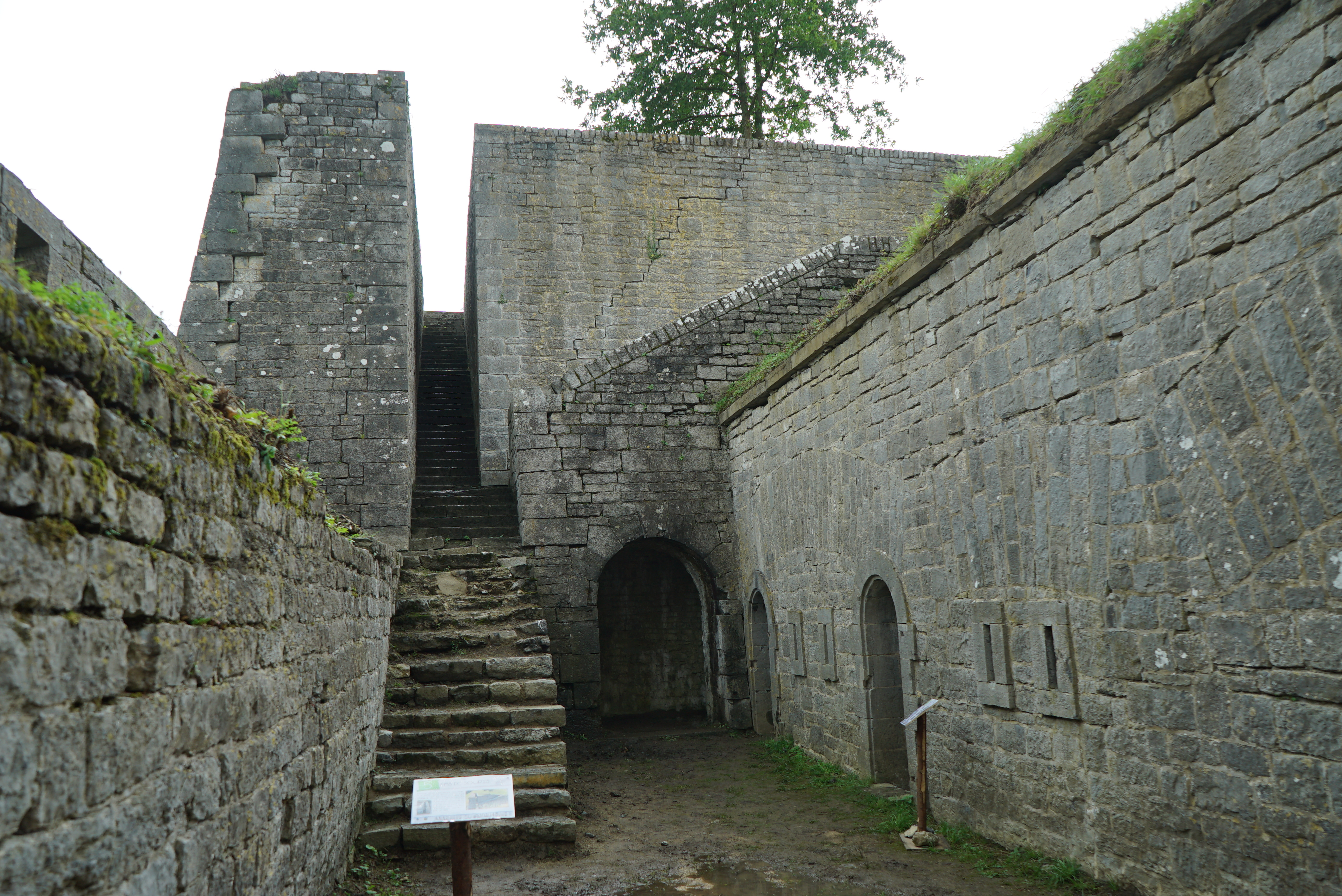
Escalier en pas de souris au fort de Charlemont situé près de la frontière belge sur la Meuse.

En fortifications, un pas de souris, écrit aussi pas-de-souris, est un petit escalier dérobé (en pierre, maçonnerie, etc.) qui permet généralement de monter ou descendre la contrescarpe d'un fossé. Les dernières marches de cet escalier raide manquent et sont remplacées par une échelle mobile en bois, de 1,5 m minimum, sur sa partie inférieure.
En temps de paix, les défenseurs circulent normalement par le pas de souris. En cas d'attaque, lorsque les défenseurs refluent, ils retirent cette échelle mobile afin de rendre le pas de souris peu praticable par les assaillants qui, en sautant dans le fossé, s'exposent plus aux tirs.